# 周美 (嘉靖己未進士)
周美（？—？），字子充，浙江杭州府富陽縣人，民籍，明朝政治人物。

## 生平
嘉靖三十七年（1558年）戊午科順天府鄉試第八十八名舉人。嘉靖三十八年（1559年）中式己未科會試第九十五名，三甲第一百九十三名進士。官至兵部郎中。

## 家族
曾祖周岐；祖父周繹；父周柯，母趙氏；繼母華氏。具慶下。